# 圣乔治-德尔桑尼奥
圣乔治-德尔桑尼奥（義大利語：San Giorgio del Sannio）是意大利贝内文托省的一个市镇。总面积22.3平方公里，人口9881人，人口密度443.1人/平方公里（2009年）。ISTAT代码为062058。